# Anderallmend-Haus

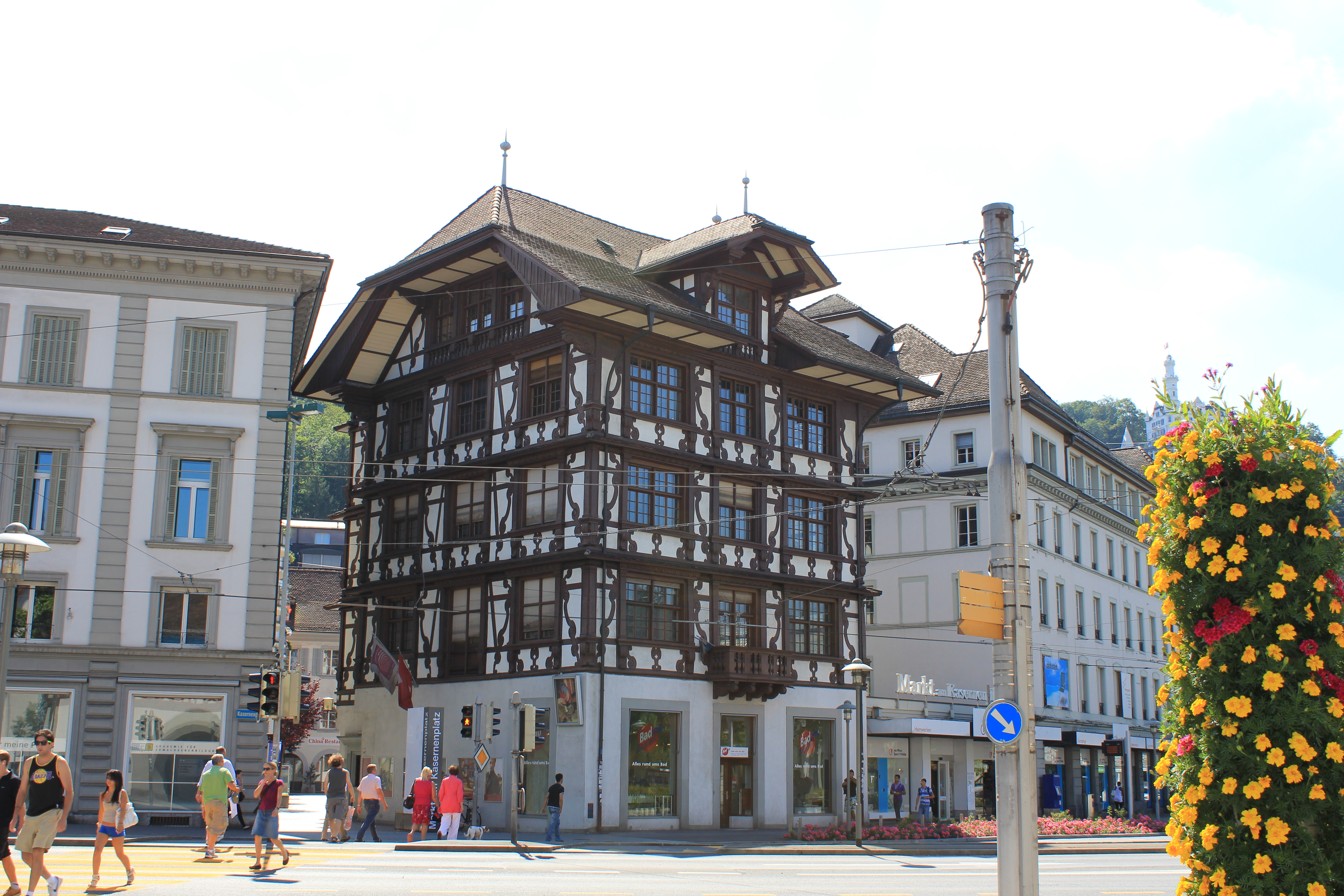
Anderallmend-Haus am Kasernenplatz

Das Anderallmend-Haus oder Von Moos-Haus in Luzern in der Schweiz liegt in der linksufrigen Altstadt am Kasernenplatz 2. Es befindet sich gegenüber dem Natur-Museum Luzern. 

## Gebäude
Das unter Denkmalschutz stehende Riegelwerk des Hauses ist reich verziert und zeichnet sich dadurch aus, dass jedes Stockwerk etwas über das darunter liegende vorkragt. Gedeckt wird der Bau durch ein grosses weitausladendes abgewalmtes Satteldach mit grossen Aufzugs-Lukarnen. 
Das Anderallmend-Haus gehört zu den baulichen Wahrzeichen der Stadt Luzern und ist auf der Liste der Kulturgüter als regional bedeutend aufgeführt. Es ist in der Stadt Luzern eine der wenigen Fachwerkbauten neben den Gebäuden der ehemaligen Spitalmühle. 

## Geschichte
Das Haus wurde um 1679 von Karl Anderallmend aus dem Patriziergeschlecht der Anderallmend erbaut. 1852 wurde das Riegelhaus von der Firma von Moos (heute: von Moos Sport + Hobby) gekauft, weil in unmittelbarer Nähe der Bahnhof der damaligen Centralbahn geplant war. Von 1867 bis 1871 liess von Moos das Nachbarhaus Kasernenplatz 1 als Verwaltungs- und Direktorengebäude im spätklassizistischen Stil durch Gustav Mossdorf (1831–1907) erbauen.
Heute sind neben der Verwaltung von Moos weitere Unternehmen und Geschäfte im Gebäude. 